# Бабич, Александр Юрьевич
Александр Юрьевич Бабич (укр. Олександр Юрійович Бабич; род. 12 марта 1994, Киев, Киевская область, Украина) — украинский боксёр-профессионал, выступающий в тяжёлой весовой категории. Мастер спорта Украины, член сборной Украины по боксу, трёхкратный бронзовый призёр чемпионата Украины (2016, 2017, 2018), многократный призёр международных и национальных турниров в любителях.
Среди профессионалов действующий чемпион Украины (2021—н. в.) в тяжёлом весе.
Лучшая позиция по рейтингу BoxRec — 176-я (август 2022), и являлся 10-м среди украинских боксёров тяжёлой весовой категории, — входя в ТОП-175 лучших тяжёловесов всего мира.

## Биография
Александр Бабич родился в 1994 года в Киеве, в Украине.

## Любительская карьера
Провёл большое количество боёв в любителях, соревнуясь с 2012 по 2021 годы.
В ноябре 2016 года в Харькове, впервые стал бронзовым призёром чемпионта Украины, в полуфинале проиграв по очкам Виктору Выхристу.
И в ноябре 2017 года во Львове, вторично стал бронзовым призёром чемпионта Украины, в полуфинале проиграв по очкам Андрею Городецкому.
В ноябре 2018 года в Харькове, вновь в третий раз стал бронзовым призёром чемпионта Украины, в полуфинале опять проиграв по очкам Виктору Выхристу.

## Профессиональная карьера
20 ноября 2019 года в Харькове (Украина) провёл дебютный бой на профессиональном боксёрском ринге, победив техническим нокаутом во 2-м раунде своего соотечественника Вадима Федина (дебют).
13 февраля 2021 года в Киеве (Украина) досрочно техническим нокаутом в 4-м раунде победил небитого турка Мурата Дургуна (1-0).
19 мая 2021 года в Киеве досрочно нокаутом во 2-м раунде победил опытного соотечественника Ивана Швайко (3-1), и завоевал вакантный титул чемпиона Украины в тяжёлом весе.
3 сентября 2021 года в Стамбуле (Турция) единогласным решением судей (счёт: 60-55, 60-54 — дважды) победил турка Абдулсамета Салиха (дебют).

## Статистика профессиональных боёв в боксе
В таблице перечислены результаты всех поединков боксёров.
В каждой строке указан результат поединка. Дополнительно номер поединка обозначен цветом, который обозначает итог поединка. Расшифровка обозначений и цветов представлена в нижеследующей таблице.
| Пример | Расшифровка                     |
| ------ | ------------------------------- |
|        | Победа                          |
|        | Ничья                           |
|        | Поражение                       |
|        | Планируемый поединок            |
|        | Поединок признан несостоявшимся |
| КО     | Нокаут                          |
| ТКО    | Технический нокаут              |
| PTS    | Решение судей (по очкам)        |
| UD     | Единогласное решение судей      |
| MD     | Решение большинства судей       |
| SD     | Раздельное решение судей        |
| RTD    | Отказ от продолжения боя        |
| DQ     | Дисквалификация                 |
| NC     | Поединок признан несостоявшимся |

| 7 поединков, 7 побед (6 нокаутом). | 7 поединков, 7 побед (6 нокаутом). | 7 поединков, 7 побед (6 нокаутом). | 7 поединков, 7 побед (6 нокаутом). | 7 поединков, 7 побед (6 нокаутом).        | 7 поединков, 7 побед (6 нокаутом). | 7 поединков, 7 побед (6 нокаутом).                        |
| Бой                                | Рекорд                             | Дата боя                           | Соперник                           | Место проведения боя                      | Раундов, время                     | Дополнительно                                             |
| ---------------------------------- | ---------------------------------- | ---------------------------------- | ---------------------------------- | ----------------------------------------- | ---------------------------------- | --------------------------------------------------------- |
| 7                                  | 7-0                                | 3 сентября 2021                    | Абдулсамет Салих (дебют)           | Kadikoy Boks Sport Klubu, Стамбул, Турция | UD 6 (6)                           | Счёт судей: 60-55, 60-54 (дважды).                        |
| 6                                  | 6-0                                | 19 мая 2021                        | Иван Швайко (3-1)                  | Pochayna Event Hall, Киев, Украина        | KO 2 (10), 0:58                    | Завоевал вакантный титул чемпиона Украины в тяжёлом весе. |
| 5                                  | 5-0                                | 25 марта 2021                      | Юсуф Мохаммадиосманванди (4-1-1)   | Kadikoy Boks Sport Klubu, Стамбул, Турция | RTD 3 (6), 3:00                    |                                                           |
| 4                                  | 4-0                                | 13 февраля 2021                    | Мурат Дургун (1-0)                 | Клуб Атлас, Киев, Украина                 | TKO 4 (6), 0:26                    |                                                           |
| 3                                  | 3-0                                | 26 февраля 2020                    | Руслан Мормуль (0-4)               | Night Club «Bolero», Харьков, Украина     | KO 1 (6), 1:46                     |                                                           |
| 2                                  | 2-0                                | 25 января 2020                     | Мохаммад Абу-Кандель (дебют)       | Club Ring, Холон, Израиль                 | KO 1 (4), 2:35                     |                                                           |
| 1                                  | 1-0                                | 20 ноября 2019                     | Вадим Федин (дебют)                | Night Club «Bolero», Харьков, Украина     | TKO 2 (4), 0:26                    | Профессиональный дебют.                                   |